# Потапчук В'ячеслав Олександрович
Потапчук В'ячеслав Олександрович (нар. 9 жовтня 1954, м. Рівне, Рівненської обл.) — український адвокат, заслужений юрист України, суддя і член призидії Одеського апеляційного суду, полковник юстиції, військовий прокурор Одеського регіону.

## Життєпис
Потапчук В'ячеслав Олександрович народився в сім'ї службовця.
В 1971 р. здобув середню освіту в Рівненській середній школі-інтернаті № 1 та згодом був призваний на строкову службу в ряди збройних. Військову службу проходив в підрозділах військ спеціального призначення на території колишньої Чехословаччини.
Після звільнення з військової служби, в 1975 році поступив на стаціонарне відділення юридичного факультету Одеського державного університету, який закінчив 1980 р. за спеціальністю правознавство.
В грудні 1981 року був призваний на службу в органи військової прокуратури СРСР. За період служби обіймав всі слідчі посади — від слідчого до слідчого по особливо важливих справах та прокурорські посади — від помічника прокурора до військового прокурора криміналіста військового округу, першого заступника військового прокурора та з 1997 року військового прокурора Південного регіону. За вказаний період брав участь в розслідуванні складних справ, у тому числі під час військових конфліктів на території СРСР та за його межами. На особистому рахунку багато успішно розкритих та розслідуваних особливо важливих та тяжких злочинів, пов'язаних з вбивством людей, розкраданням військового та державного майна організованими злочинними групами та інші злочини. Під час служби отримав поранення, травми та інші ушкодження.
Після розпаду СРСР один із перших військових прокурорів України, брав активну участь в становленні та розбудові прокуратури молодої держави.
Після звільнення з прокуратури за станом здоров'я в 2002 році був призначений на посаду судді.

### Судівська кар'єра
З 2002 року обіймав посаду судді Ленінського районного суду міста Одеси;
В 2003 році був назначений заступником Голови Малиновського районного суду міста Одеси.
В 2008 році Постановою Верховної Ради України призначений на посаду судді Одеського апеляційного адміністративного суду
В 2009 році згідно з Указом Президента України присвоєно почесне звання Заслужений юрист України.
З 2018 по 2019 рік — суддя П'ятого апеляційного адміністративного суду.
В 2019 р. залишив посаду судді, на підставі досягнення граничного вікового перебування.
За час обіймання посади судді, брав участь у підвищенні кваліфікації інших суддів.

## Сім'я
Одружений. Має двох дітей: дочка Потапчук Ганна — адвокат, доктор філософії, кандидат юридичних наук, син — Потапчук Олександр — адвокат.

## Відзнаки та нагороди
- державні нагороди та медалі СРСР, Монголії, Афганістану, України.[4]